# (1122) Neith
(1122) Neith es un asteroide perteneciente al cinturón de asteroides descubierto por Eugène Joseph Delporte el 17 de septiembre de 1928 desde el Real Observatorio de Bélgica, Uccle.

## Designación y nombre
Neith se designó inicialmente como 1928 SB.
Posteriormente fue nombrado por Neit, una diosa de la mitología egipcia.

## Características orbitales
Neith está situado a una distancia media del Sol de 2,605 ua, pudiendo alejarse hasta 3,276 ua. Tiene una inclinación orbital de 4,739° y una excentricidad de 0,2576. Emplea 1535 días en completar una órbita alrededor del Sol.